# Aparammoecius waniaramensis
Aparammoecius waniaramensis är en skalbaggsart som beskrevs av Riccardo Pittino 1997. Aparammoecius waniaramensis ingår i släktet Aparammoecius och familjen Aphodiidae. Inga underarter finns listade i Catalogue of Life.